# Retro Fomula
Retro Formula is een Nederlands muziekproject, opgericht in 2014 door de componist Maarten te Paske en de zangeres Marcella van Dijk. De groep richt zich op allerlei stijlen en produceren dit met een herkenbare jaren '80 of jaren '70 sound.

## Old-Fashioned Formulas
In 2013 had Maarten te Paske stage gelopen in een audiostudio die zich richtte op de nabewerking van TV programma's. Na deze stage wilde hij zelf een studio bouwen en kocht muzieksoftware en een paar MIDI-controllers. Al snel ontdekte hij dat zijn hart lag bij de muziek en begon met schrijven. Meteen richtte de muziek zich op de late jaren '80, een fascinatie die hij al zijn hele leven had. In de loop van 2014 en 2015 produceerde hij het instrumentale album Old-Fashioned Formulas, dat in 2016 uitkwam. Het cover is een foto waar Maarten een zwarte pruik draagt.

## Retrospective
In 2015 begon Maarten te Paske een muziekstudie aan de Hogeschool voor de Kunsten Utrecht (HKU) en leerde zichzelf het songwriten aan tijdens het eerste jaar. Ook kocht hij degelijke studioapparatuur zoals microfoons, waarmee het produceren van het tweede album Retrospective in de herfst van 2016 begon. Ook tijdens dit album werden er flinke jaren '80 pruiken en brillen gedragen. Nog steeds was de focus op de late jaren '80 en het album beschreef op een theatrale manier hun liefdesrelatie. De eerste nummers laten vooral verliefdheid horen, dan twijfel en hoe dit resulteert in een break-up, dan wordt er nog een ruzie uitgevochten en aan het eind van het album komt alles weer 'goed'. 
Al eerst kwam de single Open End uit, waar ook nog een videoclip van is gemaakt. Later volgden de singles Chinese Dragon en We've Got to Hold On Now, een duet waar Marcella als eerst op te horen is. Het cover is een foto van beide gezichten met een bliksemschicht in het midden. De foto werd gemaakt door Boy Surminski.
Het nummer Does He Really Love Me werd gecomponeerd door Marcella. In juli 2018 kwam Retrospective uit, waarna ze een maand later trouwden.

## Pauze en singles
Na enkele jaren stilte kwam er in het voorjaar van 2021 nog een single uit, genaamd Beauty and the Beast. Een Italo-disco track die qua productiestijl erg doet denken aan Modern Talking en T.Ark. Marcella nam in deze single de rol van Beauty op en de Macho werd gespeeld door Joey Holleman.
Maarten was ondertussen een master-opleiding gaan volgen aan de HKU en leerde daar steeds meer zijn stijl van Retro Formula diepte te geven. Qua thematiek koos hij het onderwerp 'guilty pleasure' en besloten werd dat dit de albumtitel werd van het komende album. Hij ontdekte dat hij al heel lang de behoefte had om meer de 70s kant op te gaan en ook dit resulteerde weer in enkele singles. Zo werd Mine Mine Goldmine het afstudeerproject van Maarten, waar Marcella de lyrics voor had geschreven, deze single werd in januari 2023 uitgebracht. In april 2024 volgde The Seatbelt Belt en in 2025 kwamen de singles In My Mind, In My Face (If We Only Love Simple Things) en Baby... vrij vlot achter elkaar uit. Bij de laatstgenoemde single werd het artwork ontworpen door Jesse Grooten.

## Discografie

### Albums
- Old-Fashioned Formulas (2015)
- Retrospective (2018)

### Singles
- Open End (2016)
- Chinese Dragon (2017)
- We've Got to Hold On Now (2017)
- Beauty and the Beast (2021)
- Mine Mine Goldmine (2023)
- The Seatbelt Belt (2024)
- In My Mind (2025)
- In My Face (If We Only Love Simple Things) (2025)
- Baby... (2025)